# Alexis de Tocqueville
Alexis-Charles-Henri Clérel, visconde de Tocqueville, dito Alexis de Tocqueville (pronúncia em francês: [alɛkˈsi dətɔkˈvil]) (29 de julho de 1805 — 16 de abril de 1859), foi um pensador político, historiador e escritor francês. Tornou-se célebre por suas análises da Revolução Francesa, cuja pertinência foi destacada por François Furet, no contexto da democracia americana e da evolução das democracias ocidentais em geral. Raymond Aron pôs em evidência sua contribuição à sociologia.
Baseando-se na observação das interações sociais e na análise de suas causas e efeitos, Tocqueville defendeu a liberdade individual e a igualdade na política, sendo os dois conceitos, para ele, inseparáveis. Ele defendeu a democracia e identificou os riscos inerentes que dela derivam. Tocqueville enfatizou, em particular, a possível evolução da democracia em direção a uma ditadura da maioria em nome da igualdade e rejeitou claramente qualquer orientação socialista a esse respeito. Ele também insistiu no papel fundamental dos organismos intermediários e na descentralização de poderes, posicionando-se em oposição ao jacobismo centralizador. Por fim, ele identificou o fato de que a democracia pode promover, através da perda de laços sociais, comportamentos individualistas contrários aos interesses da sociedade como um todo. Tocqueville é uma das maiores referências da filosofia política liberal.

## Biografia

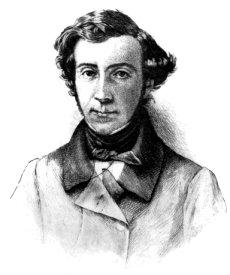
Gravura de Tocqueville presente em Da Democracia na América, edição de 1899.

Alexis de Tocqueville pertenceu a uma grande família aristocrática normanda. Era bisneto de Chrétien Guillaume de Malesherbes e tinha ligações familiares com o visconde de Chateaubriand. Um de seus antepassados, Guillaume Clarel, foi um companheiro de Guilherme, o Conquistador. Seus pais, Hervé Louis François Jean Bonaventure Clérel, conde de Tocqueville, soldado da guarda constitucional do rei Luís XVI, e Louise Madeleine Le Peletier de Rosanbo, escaparam da guilhotina graças à queda de Robespierre no Ano II (1794). Destino diferente teve seu avô, o Marquês de Rosanbo, que foi executado.
Em 20 de outubro [de 1794], fomos todos postos em liberdade: havia dez meses, dia após dia, que estávamos presos. [.] Como o céu nos parecia sereno! como o ar nos parecia puro! como o horizonte era vasto! Mas também como era doloroso o pensamento que se instalava em meio à nossa felicidade e vinha obscurecê-la! Éramos nove quando entramos naquela casa da dor e saímos apenas quatro. Nossos pais, nossos amigos, haviam desaparecido e os cacos de duas famílias só tinham por chefe um jovem homem de vinte e dois anos que conhecia pouco o mundo e tinha apenas a experiência da infelicidade.
Após exílio na Inglaterra, Hervé e Louise retornaram à França durante o Primeiro Império (1804-1815), quando Hervé se tornou pair de France e préfet sob a Restauração.
Embora consagrado pela posteridade como homem de letras, sociólogo da democracia moderna e historiador do Antigo Regime, Alexis de Tocqueville sempre ambicionou ser um homem da política. Após estudar direito em Paris, em 1827 ingressou na magistratura em busca de uma carreira provisória enquanto não se cumpria a exigência de idade mínima de quarenta anos para a candidatura à câmara dos deputados. A Constituição de 1830 reduziu essa exigência para trinta anos, o que permitiu que Tocqueville lançasse, em 1836, sua primeira candidatura, na qual foi derrotado. Em 1839, conseguiria a primeira de uma série de vitórias que o manteriam na câmara até o golpe de estado de 1851. Entre junho e outubro de 1849, assumiu a pasta dos negócios exteriores do ministério Odilon Barrot sob o governo de Luís Bonaparte na Segunda República.
Em 1850, foi obrigado a licenciar-se da assembleia em função de uma crise de tuberculose pulmonar que o levaria lentamente até a morte nove anos mais tarde. Participou intensamente da revisão da constituição republicana, mas, com o golpe de 2 de dezembro, após denunciar a farsa bonapartista na imprensa inglesa, afastou-se da cena política e recolheu-se aos estudos.

## Individualismo
Igualdade de condições, segundo Tocqueville, é um dos valores que caracterizam e definem a democracia, dando à “vontade política uma certa direção, uma determinada feição às leis, aos governantes as máximas informações, e hábitos peculiares aos governados”. No entanto, com o pensamento de que muitos outros poderiam anunciar estes bens que a igualdade proporciona aos homens, ele se dirige justamente aos perigos advindos dela, entre eles, o individualismo, pois, à medida que a igualdade se fortalece, o individualismo se manifesta e de forma lenta e gradativa vai pondo em risco a democracia.
Segundo Tocqueville, o individualismo difere do egoísmo. Este nasce de um instinto cego, sendo um sentimento tão antigo quanto o mundo, todas as sociedades o tiveram. Já o individualismo, é uma ideia recente que surge com a democracia, procede muito mais de um juízo errôneo do que de um sentimento depravado, como o egoísmo, e se manifesta, à medida que a igualdade se fortalece, isolando cada cidadão da massa de seus semelhantes fazendo com que se isole com sua família e amigos, abandonando a grande sociedade a si mesma. Assim, enquanto o egoísmo resseca o germe de todas as virtudes, o individualismo esgota a fonte das virtudes públicas.
Segundo Tocqueville, nas eras democráticas o vínculo das afeições humanas se estende e se relaxa fazendo com que os cidadãos se fechem em si próprios e deixem de olhar para o mundo que os rodeia, pois rapidamente se esquecem da tradição que o precedeu, apagando-se os vestígios das gerações muito rapidamente. Como cada classe se aproxima das outras e se mistura com elas, seus membros se tornam indiferentes e como que estranhos uns aos outros, pois, na democracia eles “não devem nada a ninguém, não esperam, por assim dizer, nada de ninguém; acostumam-se a se considerar sempre isoladamente, imaginam de bom grado que seu destino inteiro está em suas mãos. Assim, não apenas a democracia faz cada homem esquecer de seus ancestrais, mas lhe oculta seus descendentes e o separa de seus contemporâneos; ela o volta sem cessar para si mesmo e ameaça encerrá-lo, enfim, por inteiro, na solidão de seu próprio coração”.
Como a democracia não é um sistema perfeito, há sempre o risco de descambar para o autoritarismo. Esse isolamento se revela um grande risco, pois ao constituir sobre si uma pequena sociedade e voluntariamente perder seu interesse pela grande sociedade, ou seja, à medida que vão abandonando seus interesses políticos, os cidadãos acabam possibilitando, assim, o estabelecimento de um Estado que aos poucos tomará para si todas as atividades e irá também intervir nas liberdades fundamentais.
Segundo Tocqueville, somente a atividade política do cidadão, por meio de organização de associações políticas, ou partidos, que tenham como fim a defesa da cidadania, a manutenção do espaço da palavra e da ação pode dificultar o surgimento de um Estado autoritário, pois, as possibilidades criadas em uma sociedade democrática são sempre duplas, por isso é nelas mesmas onde devemos encontrar os “remédios” para os seus vícios. Por exemplo, em uma sociedade democrática os cidadãos têm a tendência de se filiar a ideias de fácil adesão, o que inclui ideias despóticas, mas com essa mesma facilidade que se poderia aderir a propostas despóticas, pode-se enraizar ideais democráticos que imunizam a democracia contra os totalitarismos.
Em verdade, para Tocqueville, a igualdade não apenas é o bem superior, mas também o valor, quando realizado, que possibilitou a reivindicação efetiva da liberdade. E é essa liberdade, gerada pela condição de igualdade, que deve combater o individualismo. Através da liberdade de participação política e do poder de ingerência nos assuntos públicos, que afetam direta ou indiretamente seus assuntos privados, os cidadãos atomizados se voltam para os assuntos gerais, equilibrando assim, as tendências construtivas e destrutivas da democracia.

## Obras
As suas obras incluem: Du système pénitentiaire aux États-Unis et de son application en France (1833), De la démocratie (1840) e L'ancien régime et la révolution (1856). Foi um defensor da liberdade e da democracia.
A sua obra mais célebre, baseada nas suas viagens nos Estados Unidos, foi traduzida para o português com o nome de "A democracia na América" e é frequentemente usada em cursos de história americana do século XIX e de teoria política moderna.
Em 1831, Tocqueville foi enviado pelo governo francês (ele solicitou apoio para sua viagem, mas ela foi paga por sua família) para estudar o sistema prisional americano. Chegou a Nova Iorque em maio daquele ano e passou nove meses em viagem pelos Estados Unidos, tomando notas não só acerca das prisões, mas sobre todos os aspectos da sociedade americana, incluindo a sua economia e o seu sistema político, então único no mundo.
Após o retorno à França, em fevereiro de 1832, submeteu o seu relatório penal e escreveu Da democracia na América. Esta obra foi impressa inúmeras vezes ainda no século XIX e acabou por tornar-se um clássico.
Tocqueville ficou conhecido também por ser a primeira pessoa a cunhar o termo social-democracia, ideologia política que se espalhou pela Europa.
O sociólogo francês do século XX Raymond Aron escreveu as seguintes linhas a propósito de Tocqueville, colocando-o numa posição não muito diferente da sua: "demasiado liberal para o partido de onde ele provém, não muito entusiasta por ideias novas aos olhos dos republicanos, ele não foi adoptado nem pela direita nem pela esquerda, ele permanece suspeito a todos.

## Publicações

### Publicado durante sua vida
- Du système pénitentiaire aux États-Unis et de son application en France, relatório escrito com Gustave de Beaumont, H. Fournier, 1833
- Mémoire sur le paupérisme, publicadas nas Memórias da Sociedade Acadêmica de Cherbourg, 1835
- De la démocratie en Amérique, primeira parte, Gosselin, 1835
- De la démocratie en Amérique, segunda parte, Gosselin, 1840
- L'Ancien Régime et la Révolution, Michel Lévy frères, 1856

### Publicado postumamente
- Quinze Jours au désert, relato de uma viagem ao limiar do avanço da civilização europeia, em contato com a floresta primitiva, empreendida durante sua estada americana em 1831-1832, Michel Lévy frères, 1861.
- Regards sur le Bas-Canada, notas da parte canadense de sua estada americana em 1831-1832.
- Considérations sur la Révolution, reconstrução a partir de planos, capítulos escritos, esboços e notas do que seria a segunda parte de seu estudo dedicado à Revolução.
- Voyages: Viagem à Sicília e aos Estados Unidos, Viagem à Inglaterra, Irlanda, Suíça e Argélia (2 volumes publicados em 1957 pela Gallimard).
- Écrits académiques
- Souvenirs: Tocqueville conta, com humor e ironia, o que viveu durante a revolução de 1848 até deixar o ministério. De acordo com seu testamento, eles não foram publicados (em 1893) até depois da morte daqueles a quem está publicação poderia atingir ou afligir. Eles nos oferecem peças de antologia como o retrato de Louis-Philippe ou o voto por sufrágio universal masculino em 1848 em Saint-Pierre-Eglise na Mancha.
- Correspondance: Até o momento inclui 17 volumes na edição das Obras Completas na Gallimard (1951-2021). Citemos, além da correspondência familiar, as correspondências com Gustave de Beaumont (3 volumes), Louis de Kergorlay (2 volumes), Arthur de Gobineau, Royer-Collard, etc.

### Trabalho editorial em suas obras
- Obras Completas, Papéis e Correspondência, 30 volumes, dir. Jacob-Peter Mayer, Gallimard, 1951-2021
- Obras, 3 volumes, t. I: Viagens, Escritos Políticos e Escritos Acadêmicos; t. II: Democracia na América I e II; t. III: O Antigo Regime e a Revolução, Considerações sobre a Revolução, Lembranças, dir. André Jardin, Gallimard, Pléiade Library, 1991-2004, reed. 2008
- Alexis de Tocqueville, Essential Texts, Critical Anthology, apresentação de Jean-Louis Benoît, Pocket, 2000
- Alexis de Tocqueville, Economic Texts, Critical Anthology, apresentação de Jean-Louis Benoît, Pocket, 2005
- Tocqueville, notas sobre o Alcorão e outros textos sobre religiões, apresentação de Jean-Louis Benoît, Bayard, 2007